# تظاهرات ۲۵ خرداد ۱۳۶۰
تظاهرات ۲۵ خرداد ۱۳۶۰ به دعوت جبهه ملی و در اعتراض به لایحه قصاص برگزار شد.

## زمینه‌ها
پس از انقلاب، جبهه ملی در جهت برپایی یک نظام لیبرال دموکراسی گام بر می‌دارد، اما رویدادهایی که در سال‌های پس از انقلاب رخ داد کاملاً در تضاد با مشی و آرمان جبهه ملی قرار داشت. بسیاری از یاران سابق جبهه ملی نیز در برابر آرمان‌های آن یعنی برقراری حکومت سکولار قرار گرفتند که از آن جمله می‌توان به داریوش فروهر، اعضای گروه متین دفتری، نهضت آزادی و افرادی ماند مهندس سحابی و افرادی که اکنون به گروه ملی مذهبی معروفند نام برد.

این رویارویی هنگام تقدیم لایحه قصاص برگرفته از احکام شرع به مجلس به اوج خود رسید. در آن هنگام جبهه ملی در اعلامیه‌ای چنین عنوان کرد:
... هموطنان شرافتمند مردم غیور و آزادیخواه ایران. در شرایطی که همه آزادیهای فردی و اجتماعی توسط هیأت حاکمه مستبد و انحصارگر زیر پا نهاده شده و استقلال مملکت در معرض خطرات جدی قرار دارد... و بالاخره در شرایطی که انقلاب بزرگ ملت را از کلیه هدفهای بنیادی خود منحرف کرده‌اند از شما دعوت می‌کنیم که ساعت ۴ بعد از ظهر روز دوشنبه بیست و پنجم خرداد ماه در گردهمایی و راهپیمایی جبهه ملی بانگ اعتراض خود را به گوش جهانیان برسانیم.
و مردم را به راهپیمایی ضد سیاست‌های حاکمیت دعوت نمود. راهپیمایی با استقبال مردم در روزهای پایانی خرداد ۱۳۶۰ انجام شد که با درگیری‌هایی همراه بود. از صبح روز راهپیمایی  خمینی در برابر آن موضع گرفت و سران جبهه ملی را با فتوایی بی‌سابقه به ارتداد متهم ساخت. حکمی که حتی در مورد کمونیست‌ها و گروه‌های ماتریالیست هم صادر نشده بود. پس از این حکم رهبران و اعضای جبهه ملی سال‌ها زیر بدترین فشارها، توهین‌ها و شکنجه‌ها قرار گرفتند.

## واکنش  روح‌الله خمینی
متن سخنان  روح‌الله خمینی در مورد جبهه ملی در ۲۵ خرداد ۱۳۶۰:
من می‌خواهم ببینم که این راهپیمایی که امروز اعلام شده‌است، اساس این راهپیمایی چه هست. من دو تا اعلامیه از «جبهه ملی»، که دعوت به راهپیمایی کرده‌است، دیدم. در یکی از این دو اعلامیه، جز انگیزه‌ای که برای راهپیمایی قرار داده‌اند،  «لایحه قصاص» است. یعنی مردم ایران را دعوت کردند که مقابل لایحه قصاص بایستند. در اعلامیه دیگری که منتشر کرده بودند تعبیر این بود که «لایحه غیر انسانی» ملت مسلمان را دعوت می‌کنند که در مقابل لایحه قصاص راهپیمایی کنند، یعنی چه؟ یعنی در مقابل نص قرآن کریم راهپیمایی کنند! شما را دعوت به قیام و استقامت و راهپیمایی می‌کنند در مقابل قرآن کریم. نص قرآن کریم آقایان تمام تکلیف‌ها را به جا آوردند و عمل کردند، فقط یک تکلیف مانده و آن جمهوری اسلامی را به هم زدن؟! تمام تکلیف‌هایی که بر ما و شما متوجه‌است، چه از قشر نویسندگان و روشنفکران و جبهه‌ها و نهضت‌ها و سایرین، تمام تکالیف فقط منحصر به این شده‌است که این جمهوری اسلامی را در خارج از کشورطور دیگری که هست نمایش بدهید ومردم را دعوت کنید که بر خلاف جمهوری اسلامی شورش کنند؟! دیگر همه چیز درست شده‌است، فقط این یکی مانده؟!... من باید متأسف باشم، من باید بسیار متأسف باشم، از اینکه غیب نمی‌دانم! نمی‌دانستم در چنته اینها چه هست. من بعضی از اینها را می‌پذیرفتم؛ به ایشان هم محبت می‌کردم؛ لیکن نمی‌دانستم که اینها بر ضد قرآن هم قیام می‌کنند. او در نهایت تصریح کرد:«اینها مرتدند. جبهه ملی از امروز محکوم به ارتداد است. بله، جبهه ملی هم ممکن است بگویند که ما این اعلامیه را نداده‌ایم. اگر آمدند در رادیو امروز بعد از ظهر آمدند در رادیو اعلام کردند به اینکه این اعلامیه‌ای که حکم ضروری مسلمین، جمیع مسلمین، را غیر انسانی خوانده، این اطلاعیه از ما نبوده؛ اگر اینها اعلام کنند که از ما نبوده، از آن‌ها هم ما می‌پذیریم.

## شرح ماجرا
دکتر مهدی مویدزاده عضو هیئت اجرایی که در آن سال‌ها مسوول سازمان جوانان بود در جزوه جبهه ملی ایران در دهه ۶۰ در این مورد چنین می‌نویسد:
بنا برآن بود که در صورت اجتماع در میدان فردوسی سخنران اصلی آقای دکتر سنجابی باشد و در پایان قطعنامه بوسیله آقای دکتر سید حسین موسویان عضو هیئت اجرائیه و مسئول تدارکات میتینگ خوانده شود و سپس جمعیت با تکرار شعارهای از پیش تنظیم و تصویب شده بسوی دانشگاه تهران برود و در آنجا تظاهرات خاتمه یابد. از بامداد روز بیست‌وپنجم گروه گروه از علاقه‌مندان به جبهه ملی بسوی میدان فردوسی بحرکت درآمدند و از طرف دیگر همه نیروهای کمیته‌ها و افراد مسلح معروف به حزب‌اللهی مراکز مختلف تهران را در کنترل خود گرفتند و با شدت هرچه تمامتر افرادی را که عازم خیابانهای منتهی به میدان فردوسی بود مورد ضرب وشتم قرار می‌دادند. صدها نفر بازداشت و بیمارستانها مملو از مجروحین بود. خبرگزاریهای جهانی اجتماع کنندگان در مرکز تهران و بازار را بیش از یک میلیون گزارش کردند. آقای رفسنجانی در خاطرات خود می‌نویسد که فقط حزب‌اللهی‌ها که برای سرکوب ملی گراها آمده بودند پانصد هزار تن می‌شدند. میدان فردوسی صحنه جنگ و گریز بود هواداران و اعضاء جبهه ملی که توانسته بودند بمیدان برسند با گروهی به رهبری آقای‌ هادی غفاری، روحانی مشهور و قاضی خشن دادگاههای انقلاب مواجه شدند. او در حالیکه سلاح گرمی بر شال کمر خود داشت با ماشین ژیانی بمیدان فردوسی آمد و بر بالای سکوئی ایستاد و به حمله بر شرکت کنندگان در تظاهرات جبهه ملی فرمان می‌داد و مکرر بر ارتداد جبهه ملی حکم می‌راند. بسیاری از جوانان و دانشجویان وابسته به جبهه ملی که مسئولیت انتظامات را در صورت برگزاری تظاهرات داشتند از سوی اطرافیان‌ هادی غفاری مورد بازرسی بدنی قرار گرفته درصورت کوچکترین تردید بشدت کتک می‌خوردند و توسط چند مأمور با لباس شخصی به محلی که کمیته در انتهای خیابان فردوسی آماده کرده بود منتقل و پس از اذیت و آزار بسیار به بازداشتگاهها فرستاده می‌شدند. شامگاه بیست وپنجم خرداد کم نبودند خانواده‌هایی که بعلت بخانه نیامدن فرزندانشان دربدر سرگردان بودند و کسی پاسخگوی آنان نبود.